# Antoni Jan Tyszkiewicz
Antoni Jan Tyszkiewicz herbu Leliwa (ur. w 1609 roku – zm. 23 czerwca 1649 roku) – marszałek nadworny litewski w 1645 roku, podskarbi nadworny litewski w 1640 roku, cześnik wielki litewski w 1640 roku, marszałek Trybunału Głównego Wielkiego Księstwa Litewskiego w 1638 roku, starosta wiłkomierski w latach 1641–1649, dworzanin Jego Królewskiej Mości, komisarz do rokowań z Rosją w 1632 roku.
Syn Eustachego Jana Ostafieja Tyszkiewicza-Łohojskiego, podskarbiego nadwornego litewskiego i Zofii Wiśniowieckiej. 
Poseł na sejm koronacyjny 1633 roku, sejm 1638 roku, sejm 1641 roku, sejm 1642 roku, sejm 1643 roku.
Był członkiem konfederacji generalnej zawiązanej 31 lipca 1648 roku. W 1648 roku był elektorem Jana II Kazimierza Wazy z województwa wileńskiego, podpisał jego pacta conventa. W czasie elekcji 1648 roku został sędzią generalnego sądu kapturowego. Poseł na sejm ekstraordynaryjny 1642 roku. 